# George W. Pepper

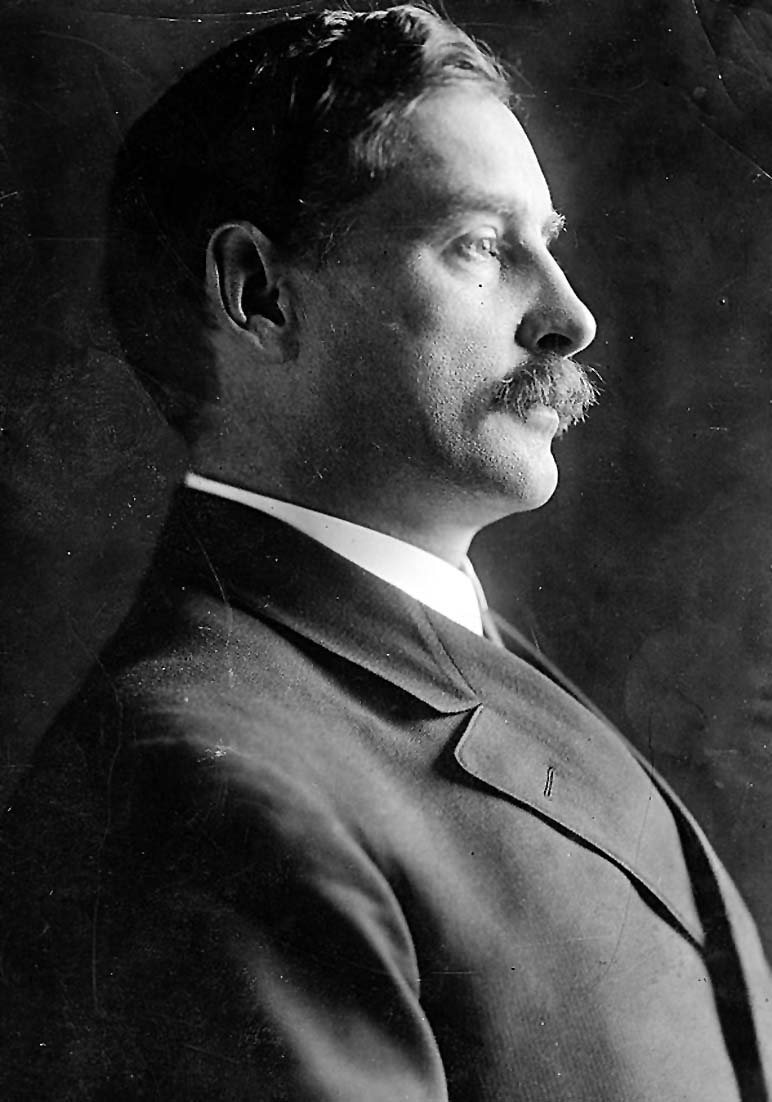
George W. Pepper

George Wharton Pepper, född 16 mars 1867 i Philadelphia, Pennsylvania, död 24 maj 1961 i Devon, Pennsylvania, var en amerikansk republikansk politiker och jurist. Han grundade 1890 advokatbyrån Pepper Hamilton i Philadelphia. Han representerade delstaten Pennsylvania i USA:s senat 1922-1927.
Pepper studerade vid University of Pennsylvania. Han grundexamen 1887 och juristexamen 1889. Advokatbyrån som han grundade i Philadelphia visade sig framgångsrik och Pepper blev en av stadens mest ansedda advokater. Han var professor i juridik vid University of Pennsylvania 1894-1910.
Senator Boies Penrose avled 1921 i ämbetet. Pepper blev i januari 1922 utnämnd till senaten. Han vann fyllnadsvalet senare samma år för att få sitta kvar i senaten fram till mandatperiodens slut. Han förlorade i republikanernas primärval inför senatsvalet 1926 mot William S. Vare som sedan vann själva senatsvalet. Vare blev redan 1929 avsatt på grund av anklagelser av valfusk som gällde både primärvalet och själva valet.
Peppers självbiografi Philadelphia Lawyer utkom 1944. Under de sista månaderna av sitt liv var han den äldsta levande före detta senatorn. Hans grav finns på Old St. David's Churchyard i Delaware County, Pennsylvania.